# Татарашвілі Шота Михайлович
Шота Михайлович Татарашвілі (1922, місто Горі, тепер Грузія — 5 серпня 1975, місто Сухумі, тепер Абхазія, Грузія) — грузинський радянський державний діяч, 2-й секретар Тбіліського міського комітету КП Грузії, голова Ради міністрів Абхазької АРСР. Депутат Верховної ради Грузинської РСР 3-го і 7-го скликань. Депутат Верховної Ради СРСР 9-го скликання.

## Життєпис
Народився в родині службовця. У 1939 році закінчив середню школу№ 35 міста Тбілісі.
Служив у Червоній армії, учасник німецько-радянської війни.
З 1943 року — на комсомольській роботі: секретар Тбіліського міського комітету ЛКСМ Грузії; завідувач відділу робітничої молоді ЦК ЛКСМ Грузії.
Член ВКП(б) з 1944 року.
У 1946 році закінчив Грузинський індустріальний (політехнічний) інститут у Тбілісі.
У 1950—1952 роках — 2-й секретар ЦК ЛКСМ Грузії.
У 1952 році — 1-й секретар Боржомського районного комітету КП(б) Грузії (до серпня 1952 року); заступник завідувач відділу партійних, профспілкових та комсомольських органів ЦК КП(б) Грузії.
З вересня 1952 по 18 квітня 1953 року — 2-й секретар Тбіліського міського комітету КП Грузії.
З квітня 1953 року — відповідальний організатор відділу партійних, профспілкових та комсомольських органів ЦК КП Грузії.
З 1953 року — керуючий тресту «Грузсільбуд», заступник начальника, начальник Управління капітального будівництва Міністерства радгоспів Грузинської РСР, заступник міністра сільського будівництва Грузинської РСР.
У 1965 — лютому 1971 року — міністр сільського будівництва Грузинської РСР.
У лютому 1971 — травні 1973 року — 1-й заступник голови Державної планової комісії (Держплану) Грузинської РСР.
У травні 1973 — 5 серпня 1975 року — голова Ради міністрів Абхазької АРСР.
Помер 5 серпня 1975 року в місті Сухумі.

## Нагороди
- три ордени Трудового Червоного Прапора
- орден «Знак Пошани»
- медалі